# Luther Strange
Luther Strange (Birmingham (Alabama), 1 de marzo de 1953) es un político estadounidense afiliado al Partido Republicano. Desde 2017 representada al estado de Alabama en el Senado de ese país. Fue nombrado en ese cargo para reemplazar a Jeff Sessions, a quien el presidente Donald Trump nombró fiscal general de los Estados Unidos. De 2011 a 2017, fue el 47° fiscal general de Alabama.